# John Maples, Baron Maples
John Cradock Maples, Baron Maples (* 22. April 1943 in Fareham, Hampshire; † 9. Juni 2012) war ein britischer Rechtsanwalt und Politiker, der die Conservative Party sowohl im House of Commons als auch im House of Lords vertrat.

## Leben

### Rechtsanwalt, Unterhausmitglied und Manager
Nach dem Besuch des Marlborough College absolvierte Maples ein Studium der Rechtswissenschaften am Downing College der University of Cambridge. Darüber hinaus studierte er Wirtschaftswissenschaften an der Harvard Business School. Nach Abschluss des Studiums und dem Erhalt der anwaltlichen Zulassung bei der Anwaltskammer (Inns of Court) von Inner Temple nahm er 1966 eine Tätigkeit als Rechtsanwalt (Barrister) auf und übte diese bis 1983 aus.
Seine politische Laufbahn begann Maples, als er als Kandidat der Conservative Party bei den Unterhauswahlen vom 9. Juni 1983 im Wahlkreis Lewisham West erstmals zum Mitglied des House of Commons gewählt wurde. Nach seiner Wiederwahl bei den Unterhauswahlen vom 11. Juni 1987 erlitt er bei den Unterhauswahlen vom 9. April 1992 eine Wahlniederlage und erhielt nur 42,8 Prozent der Wählerstimmen, während sein Gegenkandidat Jim Dowd von der Labour Party 47 Prozent der Stimmen erhielt und damit das Unterhausmandat gewann.
Während seiner Parlamentszugehörigkeit war er zunächst zwischen 1987 und 1990 Parlamentarischer Privatsekretär von Norman Lamont, der während dieser Zeit zuerst Finanzsekretär im Schatzamt (Financial Secretary to the Treasury) war und schließlich 1989 Chefsekretär im Schatzamt (Chief Secretary to the Treasury) wurde. Anschließend wurde er 1990 Wirtschaftssekretär im Schatzamt (Economic Secretary to the Treasury) und übte dieses fünftwichtigste Amt im Schatzamt bis zu seinem Ausscheiden aus dem Unterhaus 1992 aus.
Nach seinem Ausscheiden aus dem Unterhaus wechselte er in die Privatwirtschaft und war zwischen 1992 und 1996 Vorsitzender für Regierungskommunikation bei der Werbeagentur Saatchi & Saatchi. Daneben war er von 1994 bis 1995 Vizevorsitzender der Conservative Party und damit Stellvertreter von Jeremy Hanley.
Bei den Unterhauswahlen vom 1. Mai 1997 wurde er schließlich mit 48,3 Prozent der Wählerstimmen wieder zum Mitglied des House of Commons gewählt und vertrat dort nach seinen Wiederwahlen bei den Unterhauswahlen vom 7. Juni 2001 mit 50,3 Prozent sowie bei den Unterhauswahlen vom 5. Mai 2005 mit 49,2 Prozent der Wählerstimmen bis zum 6. Mai 2010 den Wahlkreis Stratford-on-Avon.

### Schatten-Minister und Mitglied des Oberhauses
Unmittelbar nach seiner Wahl 1997 wurde er als Schatten-Gesundheitsminister in das Schattenkabinett der konservativen Tories von Parteiführer William Hague berufen. Danach war er zwischen 1998 und 1999 Sprecher der oppositionellen Fraktion der Conservative Party im Unterhaus, ehe er von 1999 bis 2000 Schatten-Außenminister im Schattenkabinett Hagues war. Im Anschluss war er zwischen November 2000 und November 2006 Mitglied des Unterhausausschusses für auswärtige Angelegenheiten und daraufhin seit November 2006 erneut stellvertretender Vorsitzender der Conservative Party mit der Zuständigkeit für die Kandidatenauswahl der Partei bei Wahlen.
Im Januar 2010 erklärte er seinen Verzicht auf eine erneute Kandidatur bei den Unterhauswahlen im Mai 2010 und wurde nach seinem Ausscheiden aus dem House of Commons am 24. Juli 2010 als Life Peer mit dem Titel eines Baron Maples, of Stratford-on-Avon in the County of Warwickshire, in den Adelsstand erhoben. Als solcher gehörte er seither bis zu seinem Tod durch eine Krebserkrankung am 9. Juni 2012 dem House of Lords als Mitglied an.